# Grupo Medusa (álbum)
Grupo Medusa é o primeiro álbum da banda homônima de música instrumental brasileira cujo repertório se baseava na fusão entre o Jazz e a música brasileira. Foi lançado pelo selo Som da Gente em 1981.

## Faixas
| N.º | Título           | Compositor(es)                  | Duração |  |
| 1.  | "Baiana"         | Cláudio Bertrami                | 5:16    |  |
| 2.  | "Zeby"           | Cláudio Bertrami                | 3:45    |  |
| 3.  | "Caminhos"       | Cláudio Bertrami                | 3:56    |  |
| 4.  | "Medusa"         | Chico Medori                    | 4:46    |  |
| 5.  | "Pé no Chão"     | Chico Medori                    | 4:44    |  |
| 6.  | "Asa Delta"      | Chico Medori / Cláudio Bertrami | 3:48    |  |
| 7.  | "Uma Viagem"     | Chico Medori / Cláudio Bertrami | 3:33    |  |
| 8.  | "Ponto de Fusão" | Cláudio Bertrami                | 6:30    |  |

## Créditos
- Amilson Godoy - Piano
- Heraldo do Monte - Guitarra elétrica, Bandolim, Violão
- Cláudio Bertrami - Baixo elétrico
- Chico Medori - Baterias
- Theo da Cuíca - Percussão
- Jorginho Cebion - Percussão